# Mark Karcher
Mark Duane Karcher (Baltimora, 22 novembre 1978) è un ex cestista statunitense.

## Carriera
È stato selezionato dai Philadelphia 76ers al secondo giro del Draft NBA 2000 (48ª scelta assoluta).

## Palmarès
- McDonald's All-American Game (1997)